# كريستينا راو
كريستينا راو (بالألمانية: Christina Rau) (و. 1956 – م) هي من ألمانيا ولدت في بيليفيلد.

## التعليم
تعلمت في كلية كينجز لندن.

## روابط خارجية
- كريستينا راو على موقع مونزينجر (الألمانية)